# Caja de Ahorros Provincial de Pontevedra
La Caja de Ahorros Provincial de Pontevedra (Caixa de Aforros Provincial de Pontevedra o Caixa Pontevedra) fue una entidad financiera española con sede en la ciudad española de Pontevedra dependiente de la Diputación Provincial de Pontevedra, existente entre 1930 y 2000.

## Historia
Fue fundada en Pontevedra el 12 de enero de 1930 e inició su actividad el 20 de enero de 1930. Su primer presidente fue Daniel de la Sota y su primer director Alexandre Bóveda.
Tras la destitución de Daniel de la Sota como presidente de la diputación provincial, asumió el mando el militar Manuel Casas Medrano y dimitió Alexandre Bóveda. En los años de la Segunda República española, la compañía comenzó a expandirse por el norte de la provincia de Pontevedra, con delegaciones en diversas localidades. A principios de 1938 se llevó a cabo una depuración de personal, de acuerdo con las disposiciones del Consejo Nacional de Defensa.
Entre 1940 y 1960, las Cajas de Ahorros experimentaron un periodo de expansión por toda España, al amparo de las reformas legislativas. En esta época se abren las primeras sucursales en Puente Caldelas, Tomiño y Caldas de Reyes. En esta etapa se produjeron enfrentamientos con la Caja Municipal de Ahorros de Vigo por la ocupación de diferentes espacios en la provincia de Pontevedra, situación en la que intervino el Ministerio de Trabajo.
En 1944, la entidad adquirió un edificio en construcción en la plaza de San José donde instaló su sede central, diseñada por el arquitecto Emilio Quiroga Losada. El edificio se inauguró en 1949 y fue ampliado en la década de 1950, según proyecto de Robustiano Fernández Cochón. El edificio volvió a ampliarse hacia Campolongo entre 1971 y 1973, con la construcción de un auditorio y diversas oficinas, que durante un tiempo albergaron las aulas del Centro Asociado pontevedrés de la Universidad Nacional de Educación a Distancia.
La Caja participó en la financiación de obras públicas en la ciudad de Pontevedra, como el Estadio de la Juventud  (actual Centro Gallego de Tecnificación Deportiva) o el Estadio de Pasarón, así como en la construcción de diversas viviendas sociales. En 1965, construyó la Residencia de Estudiantes Virgen Peregrina, originalmente destinada a Colegio Menor, para estudiantes de Bachillerato y Maestría Industrial (de la Escuela de Maestría). En el ámbito de la obra social, la entidad patrocinó equipos deportivos como el Pontevedra CF o la SD Teucro.
En 1980, la Caja creó el premio Julio Camba de periodismo. En 1977 se iniciaron conversaciones para crear una gran caja de ahorros gallega. Se negoció con Caixa Galicia, tras la fusión de las cajas de La Coruña, Lugo, Santiago de Compostela y Ferrol, pero la negativa de la caja municipal de Vigo echó para atrás el proyecto común. Frente a esta diatriba, en los años ochenta se llevó a cabo una fase de expansión de Caja de Pontevedra con la apertura de sucursales en distintas ciudades gallegas e incluso en Madrid.
En 1990 se iniciaron diversas colaboraciones con las cajas de Orense y Vigo, que culminaron en el año 2000 con la fusión y creación de la entidad privada Caixanova. El porcentaje de acciones que le correspondía en la nueva caja era del 24%. A su vez, Caixanova se fusionó en 2010 con Caixa Galicia, dando lugar esta fusión a la entidad Abanca.
En 2006 se inauguró el nuevo Centro Social y Cultural de la Caja, con una amplia programación cultural que incluía talleres de poesía, literatura y arte, exposiciones de museos nacionales e internacionales, obras de teatro, conciertos y conferencias en su auditorio. En 2010 el centro pasó a denominarse Centro Social y Cultural Afundación.

## El edificio
Tras el derribo de la capilla de San José, se construyó en la plaza de San José el edificio de la Caja de Ahorros Provincial de Pontevedra. Esta sede se construyó en tres fases: el edificio original se inició en 1944 y se convirtió en la sede de la Caja de Ahorros de Pontevedra en 1948. El edificio ocupaba un solar de 200 metros cuadrados en la Plaza de San José y era un edificio de piedra de aspecto noble, con planta baja y cuatro pisos, según el proyecto de Emilio Quiroga Losada, arquitecto municipal.
La segunda parte se proyectó como prolongación de la calle Augusto González Besada en 1956. Esta ampliación fue proyectada y construida por los arquitectos Robustiano Fernández Cochón y Laureano Barreiro. La última parte consistió en la ejecución de un anexo de arquitectura moderna con fachada a las calles San José y Augusto García Sánchez, construido entre 1970 y 1974 por el arquitecto Joaquín Basilio Bas. Desde esta remodelación, el edificio cuenta con un gran auditorio con más de 800 butacas.
El edificio fue completamente reformado por el arquitecto César Portela en 2004 e inaugurado el 15 de julio de 2006. Tiene una superficie de 12.000 metros cuadrados construidos y conserva dos fachadas de piedra, combinadas con un enorme cubo de cristal en la fachada posterior que da a la avenida Augusto García Sánchez y le confiere un marcado aspecto moderno y vanguardista. El edificio está coronado en la fachada de su acceso principal por una escultura en bronce de 6 metros de altura, obra del escultor Cándido Pazos, realizada en 2006, que representa al arquero griego Teucro, mítico fundador de la ciudad de Pontevedra. En la fachada sur se han restaurado los bajorrelieves de Xoán Piñeiro El mar y El campo.
En el interior del edificio hay un gran vestíbulo al que se accede desde la entrada principal por la calle Augusto González Besada y que comunica las distintas salas. Cinco grandes esculturas del escultor Sergio Portela Campos están colocadas estratégicamente en este vestíbulo para atraer la mirada. En la terraza se instaló un jardín de camelias y en los dos patios interiores hay una cascada de 11 metros y jardines colgantes de 15 metros de altura bautizados como "jardines de Babilonia" realizados por el escultor Cándido Pazos. Además de un auditorio con más de 800 plazas que funciona también como teatro, el edificio cuenta con una salón de actos y tres grandes salas de exposiciones.

## Galería de imágenes

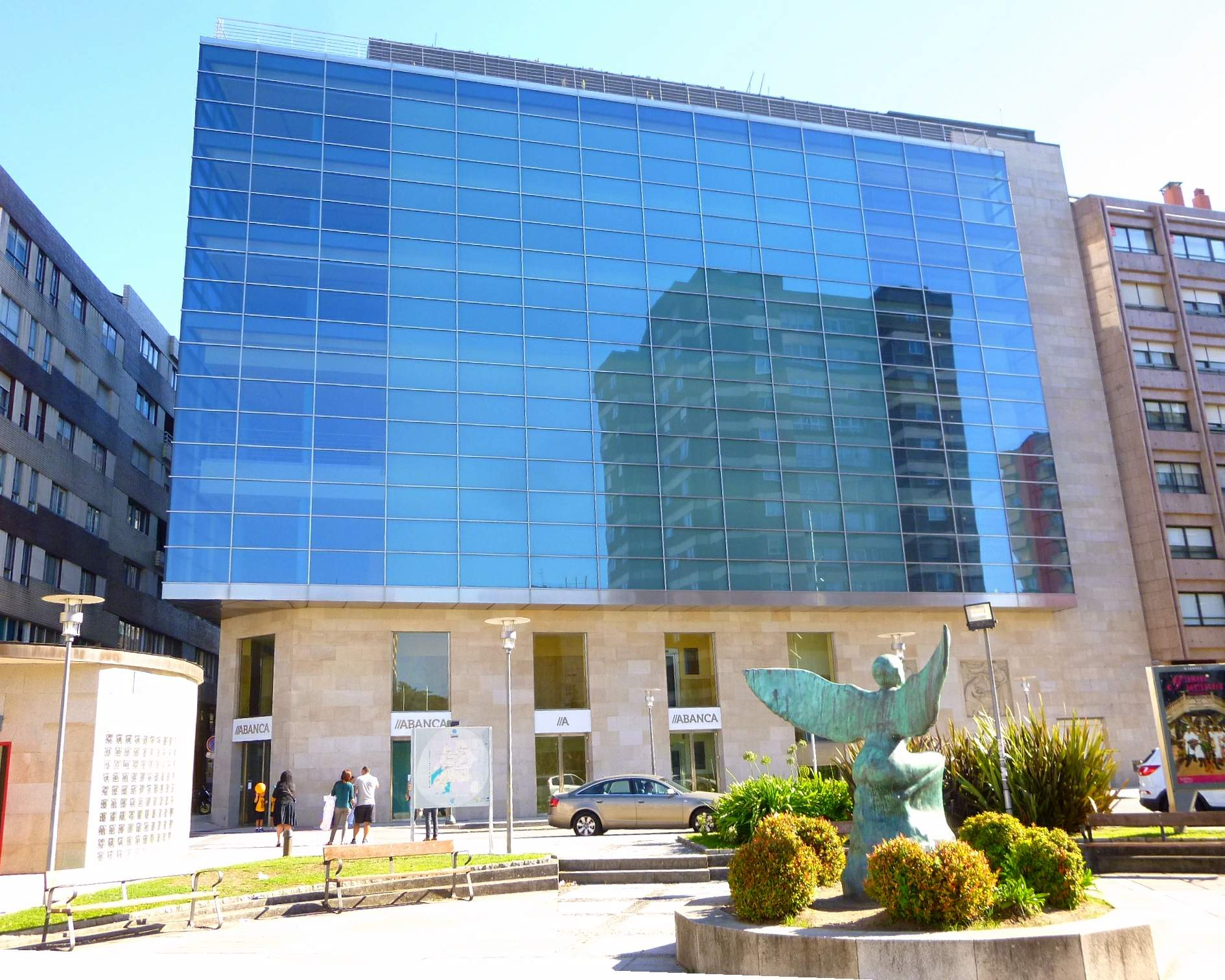
Fachada acristalada en la avenida Augusto García Sánchez
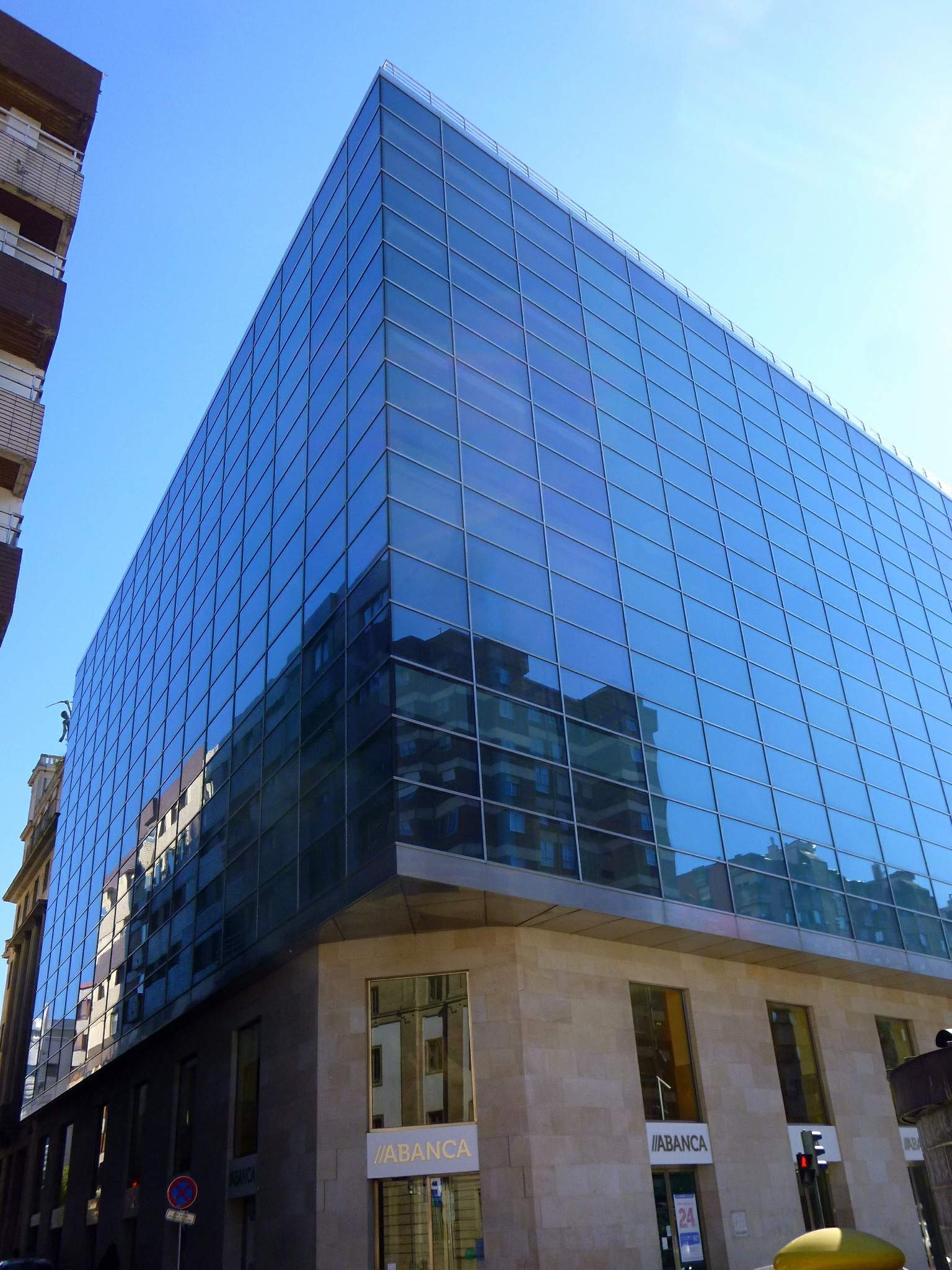
Fachadas de vidrio en las calles San José y Augusto García Sánchez
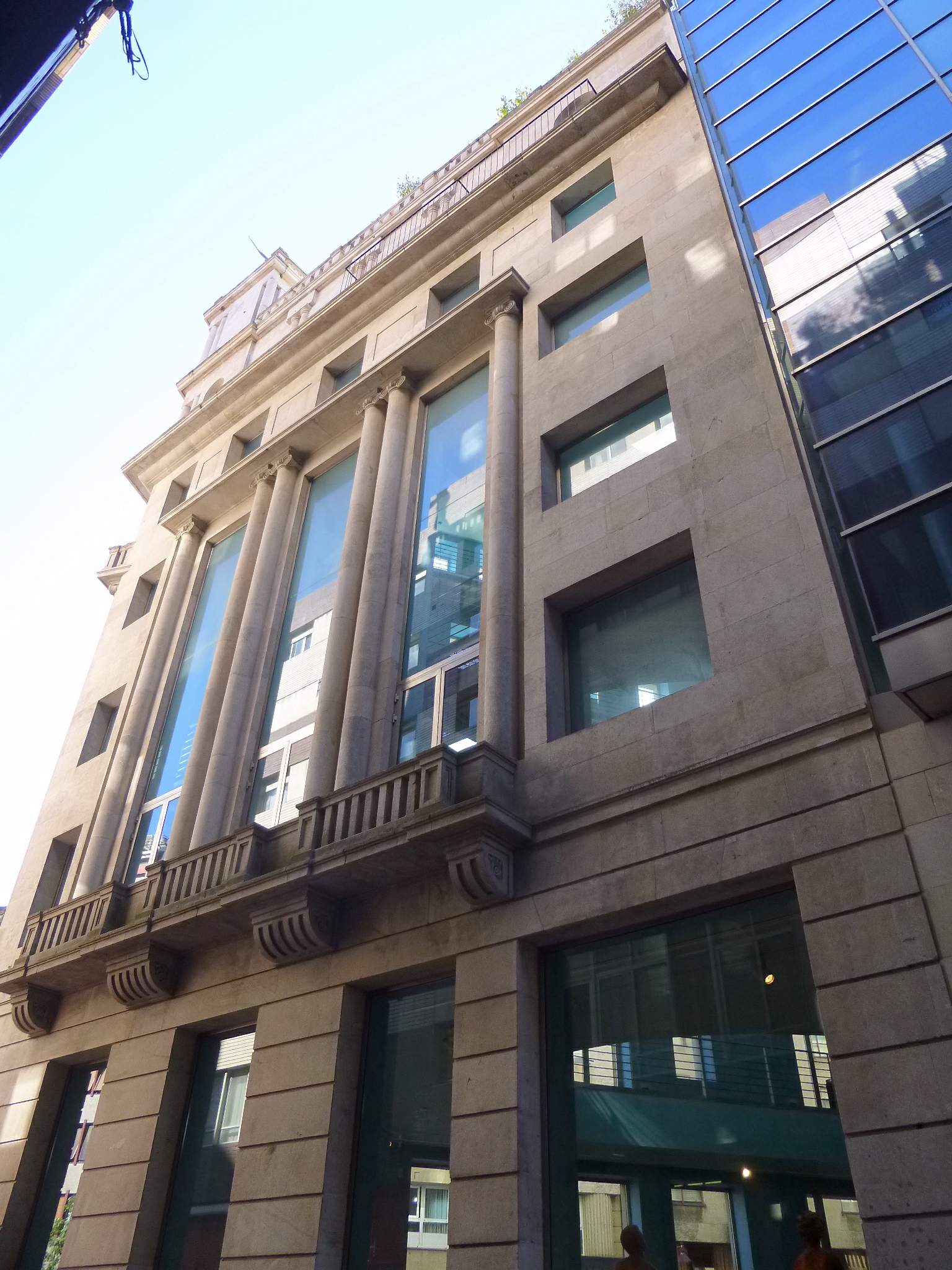
Fachada en la calle San José
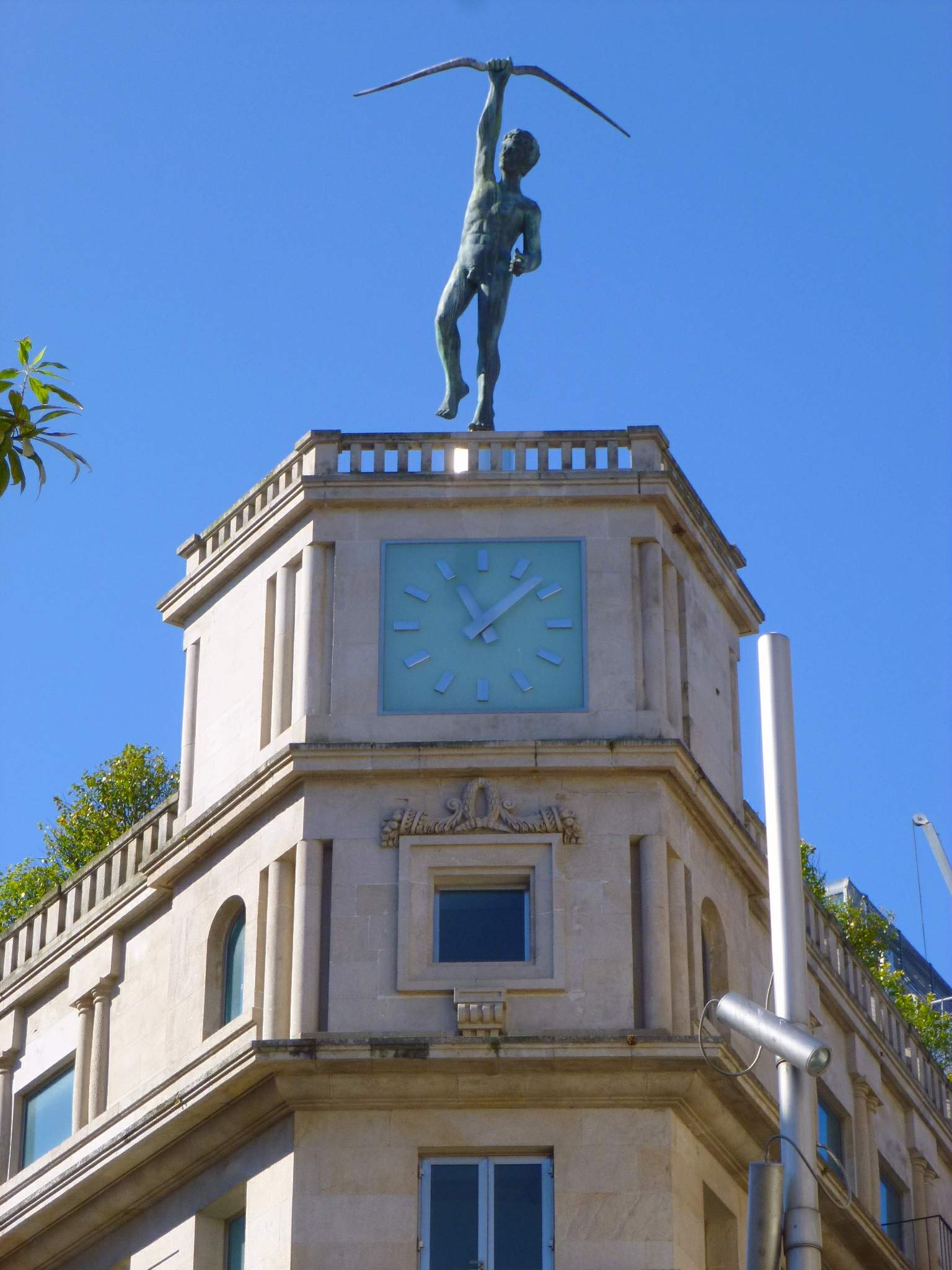
La estatua de Teucro coronando el edificio
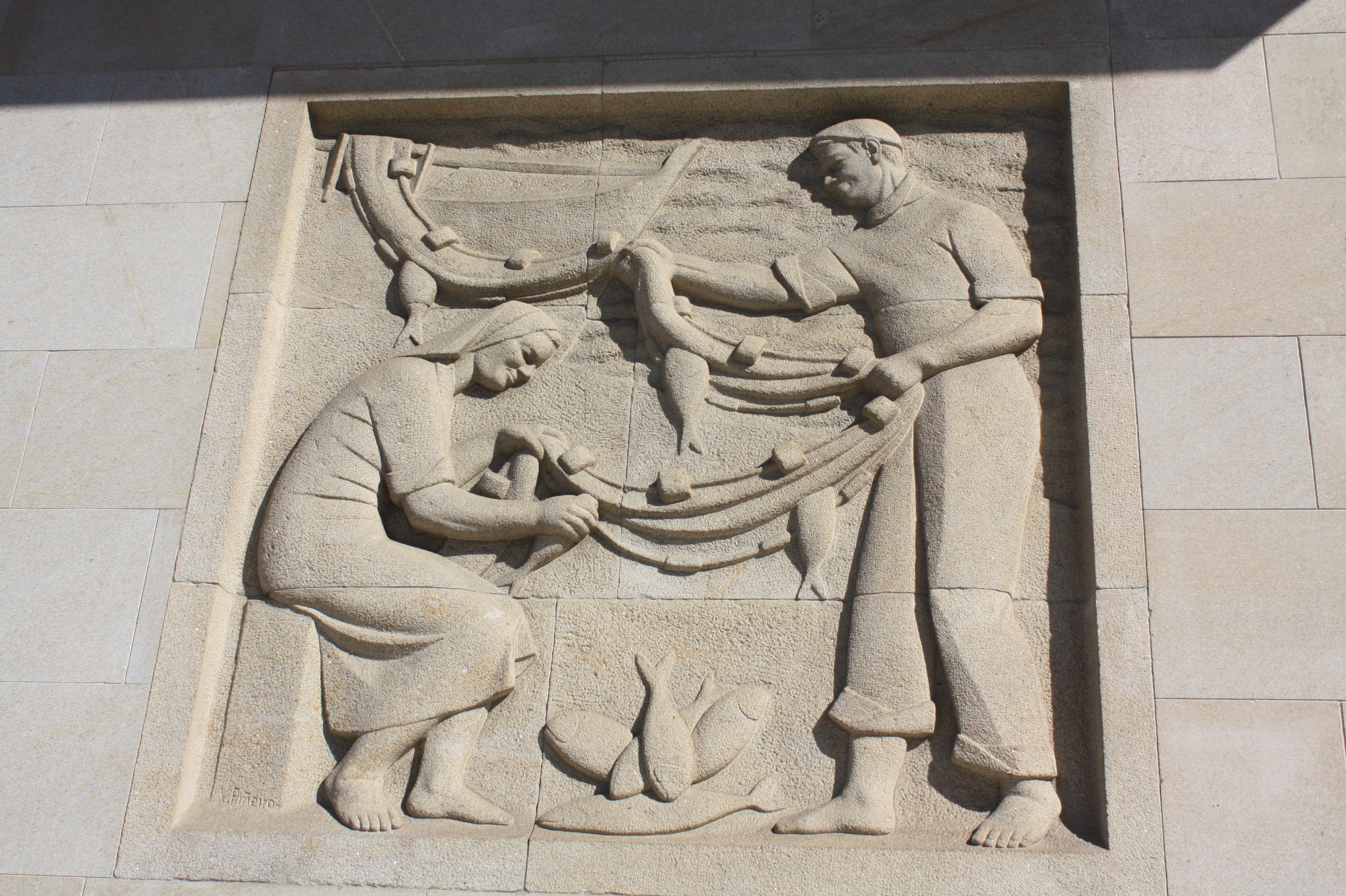
Bajorrelieve El mar
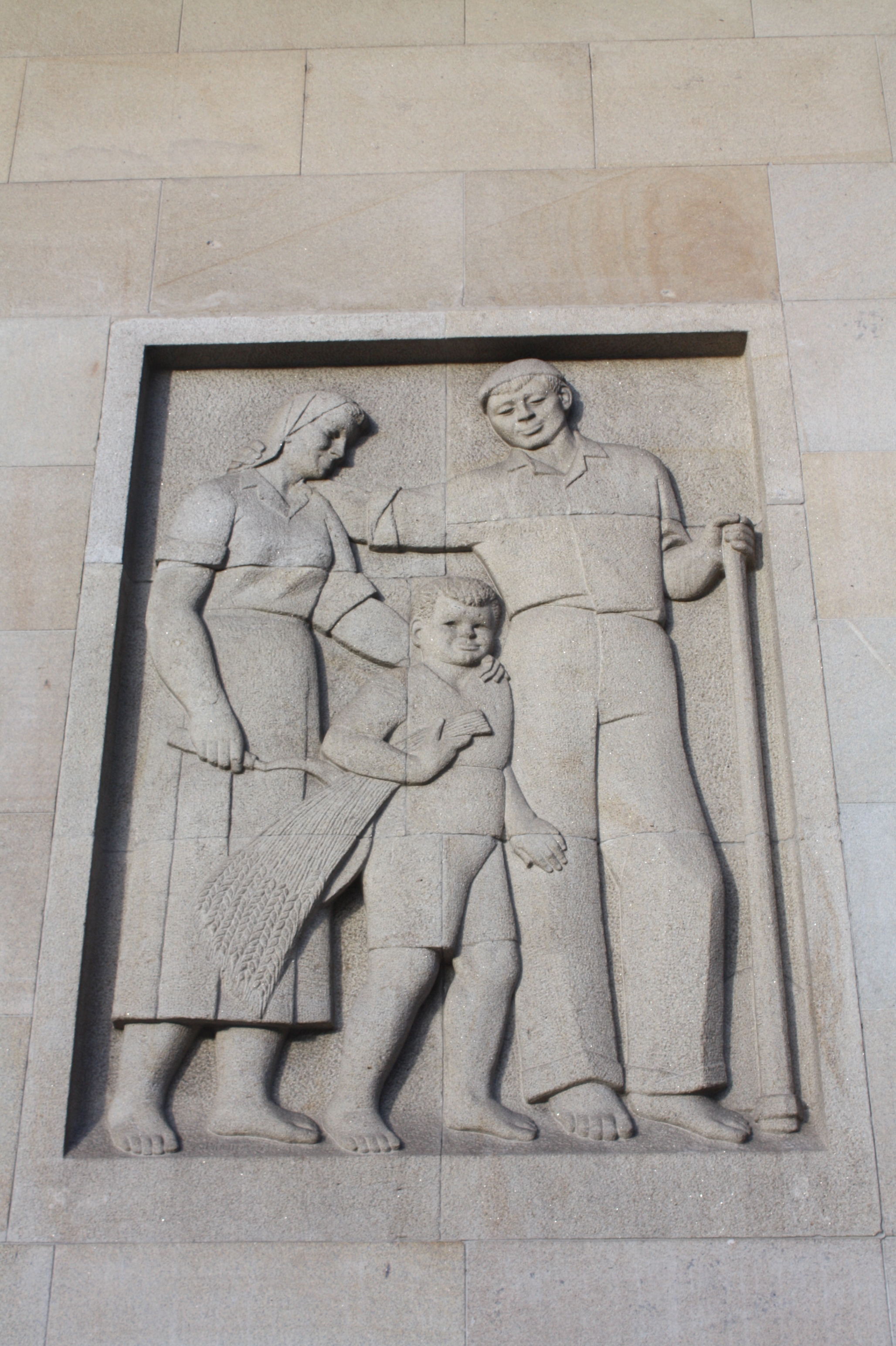
Bajorrelieve El campo
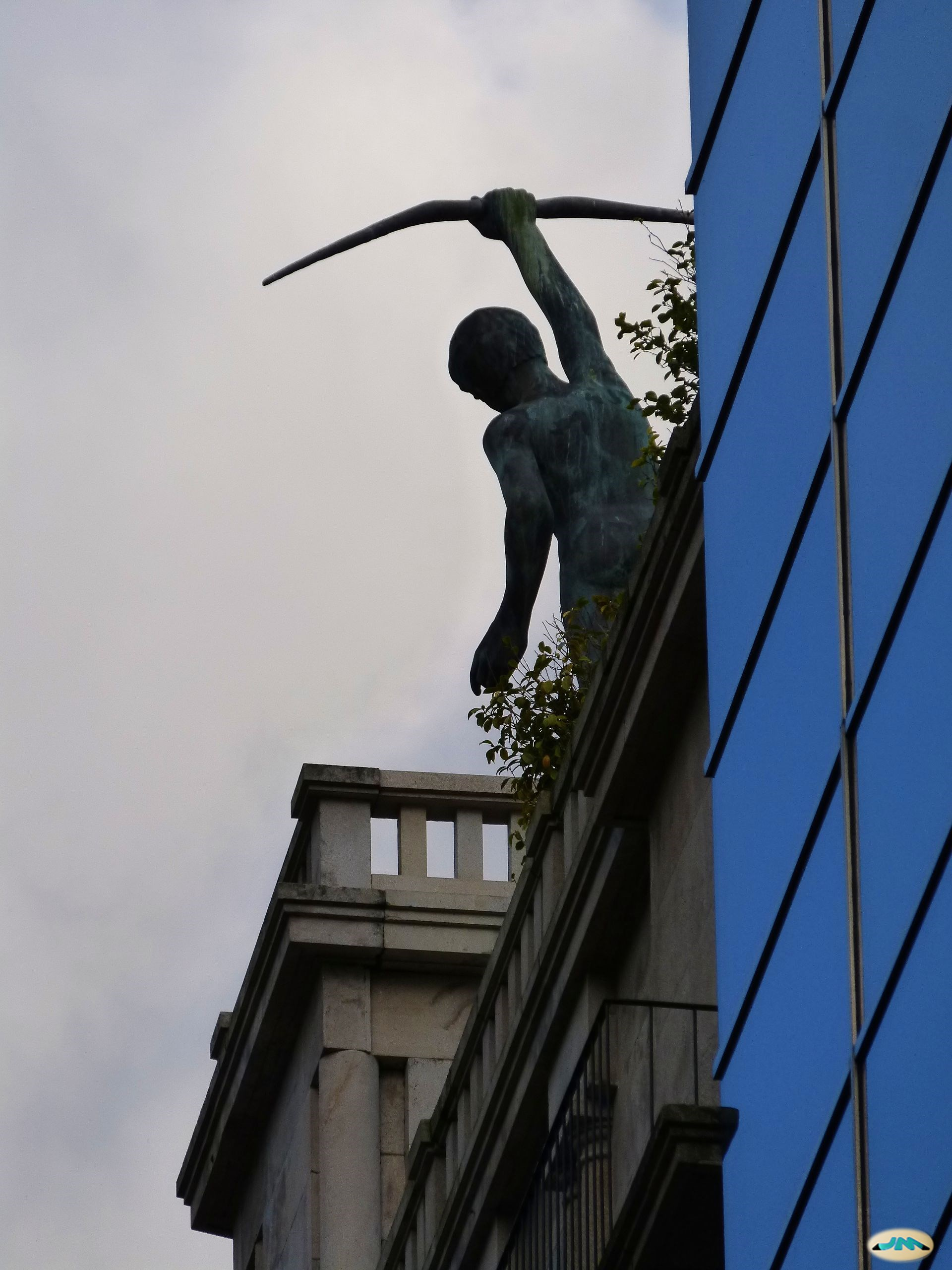
Arquero griego Teucro
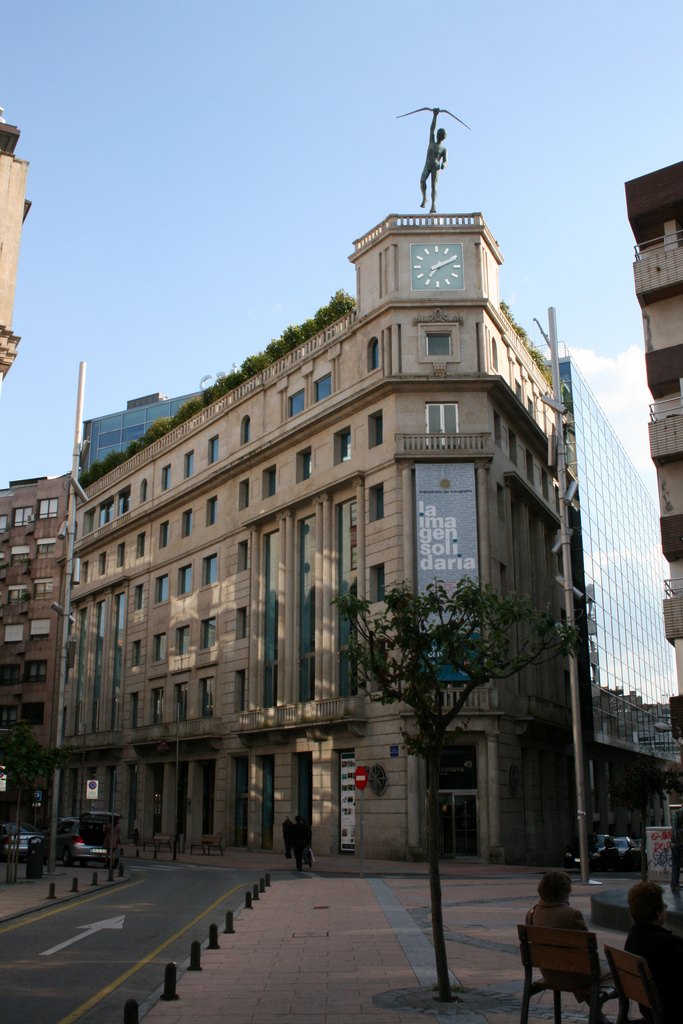
Fachada en la  plaza de San José
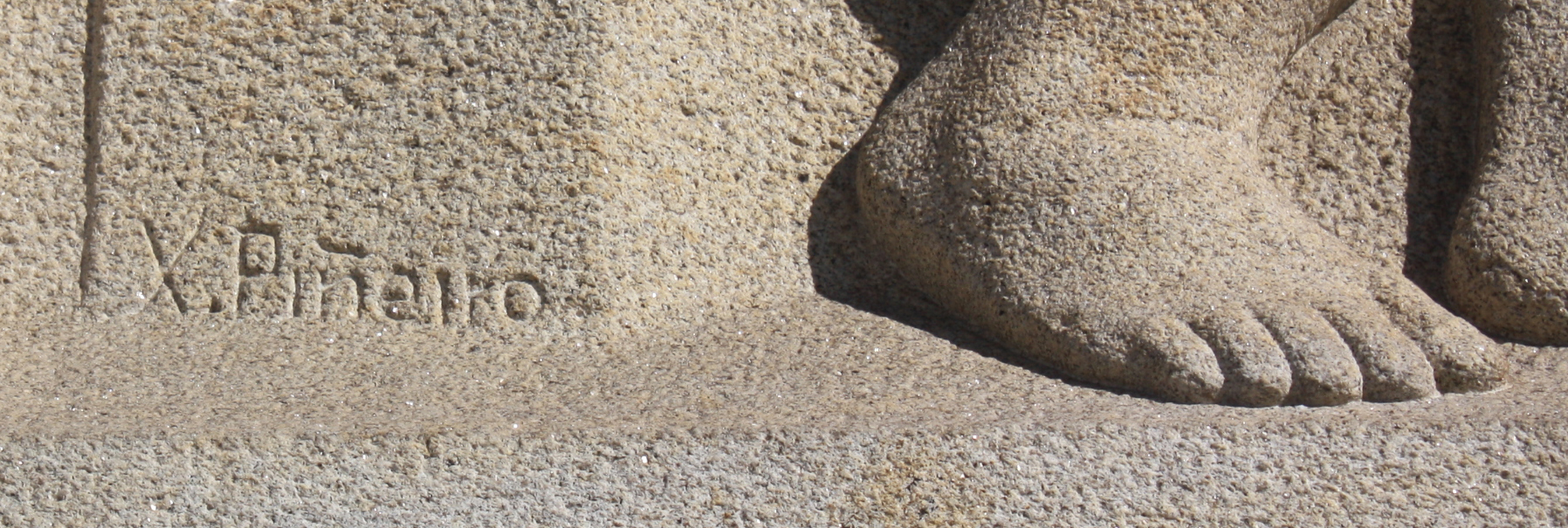
Detalle de uno de los bajorrelieves de Xoán Piñeiro y firma